# Starý Berštejn
Starý Berštejn (německy Berkenstein) je zdáli dobře viditelná zřícenina hradu z 15. století na čedičovém Berkovském vrchu u městečka Dubá v okrese Česká Lípa v katastrálním území obce Vrchovany. Od roku 1965 je zapsán jako kulturní památka.

## Historie

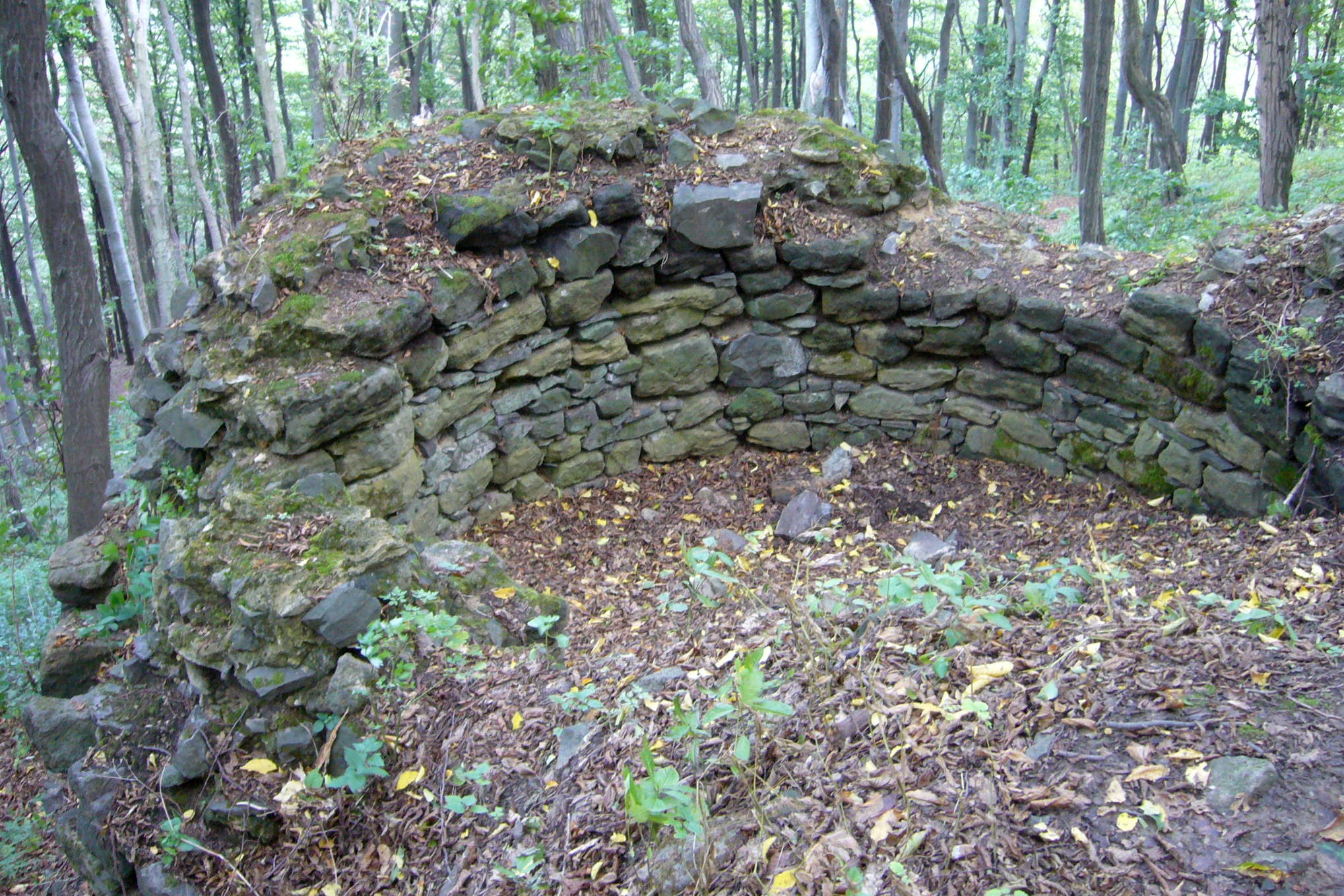
Fragment bašty v předhradí

Hrad nechal postavit Jindřich Hlaváč z Dubé krátce po roce 1400 v období dělení majetku mezi členy rozrůstajícího se rodu. Roku 1407 Jindřich získal dědictvím po svém bratrovi i Jestřebí a patřila mu obě sídla. 
Někdy v půli 15. století Berštejn získali páni z Vartenberka, konkrétně je uváděn Zikmund z Berštejna, a ještě později jsou jako majitelé uváděni rytíři z Šebířova. Od nich se kolem roku 1500 majetek vrátil Berkům, Jiřímu Berkovi. V roce 1512 se zachoval záznam, že se Jiří Berka nechal titulovat z Berštejna. Hrad neposkytoval mnoho pohodlí a tak Jiří i se svým synem častěji zůstávali na zámku v Kuřích Vodách (dnes Kuřívody). V roce 1547 bylo panství rozděleno mezi Alešovy syny, hrad tehdy získal Adam Berka (psán i Adam Berka z Dubé a Lipé). Právě on se rozhodl si postavit sídlo nové zámek Nový Berštejn. O starý hrad se už nestaral, ten zpustnul, část stavebního materiálu si odnosili vesničané na své domky. Při dělení majetku mezi Adamovými syny zaznamenaném roku 1592 se hrad vůbec neuvádí.
Od roku 1972 se o zříceninu stará a také ji renovuje nájemce, pan Miloš Novák.

## Stavební podoba
Budovy předhradí se dochovaly pouze v podobě terénních reliktů. Z jeho opevnění zůstalo alespoň částečně stát torzo okrouhlé bašty. Hradní jádro částečně obíhal parkán, který se poněkud rozšiřoval na severovýchodní straně. Na nejvyšším místě jádra stálo obytné stavení obvykle považované za věž. Její zdi jsou silné 2 metry, vnitřní prostor má rozměry 4,07 × 5,25 metru. V pozdější stavební fázi bylo přízemí věže zaklenuto a v jádře vznikly další budovy. V patře věže je světnice s velmi pěkným rozhledem do dalekého okolí.

## Přístup k hradu

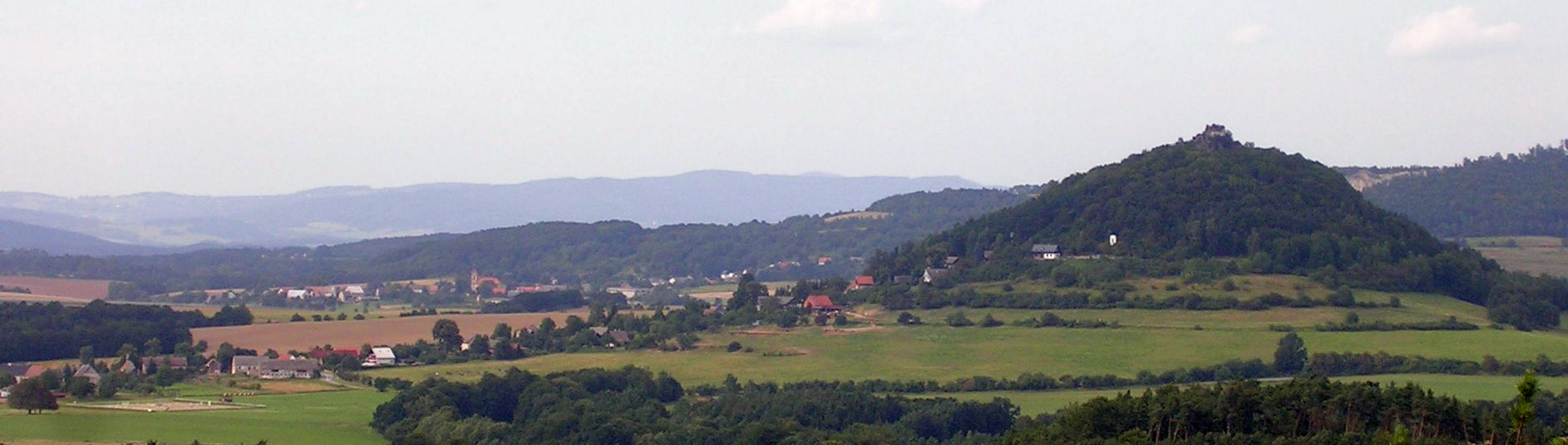
Berkovský vrch se Starým Berštejnem, pohled z Vysokého vrchu u Korců. Vlevo obec Vrchovany a za ní obec Chlum

Kopec s hradem se nachází severně od Dubé, jeho nadmořská výška činí 481 metrů. Zřícenina se nalézá 140 metrů nad patou kopce na mapách označeného jako Berkovský kopec. Z Dubé vede k hradu žlutá turistická značka, autem se lze dostat až k úpatí kopce. Z věže zříceniny je daleký výhled.